# 波格丹大公鄉

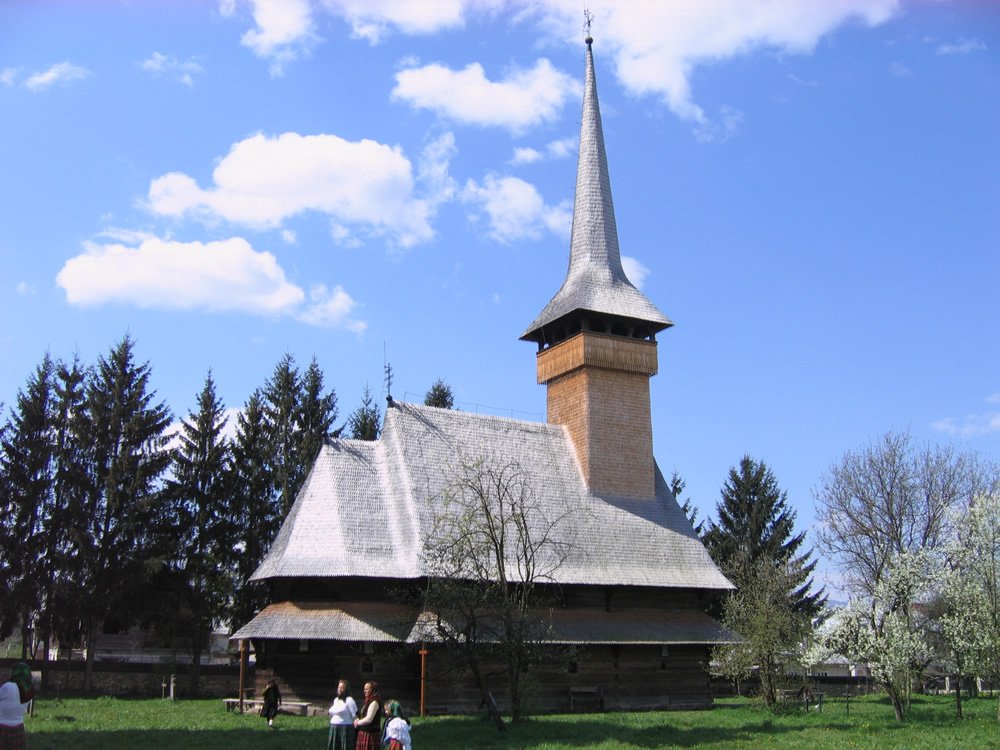

47°25′N 24°10′E / 47.42°N 24.16°E
波格丹大公鄉（羅馬尼亞語：Comuna Bogdan Vodă）是羅馬尼亞西北部的鄉份，位於該國西北部，由馬拉穆列什縣負責管轄，面積31平方公里，海拔高度543米，2007年人口3,290，人口密度每平方公里108人。